# Santa Rosa Dos
Santa Rosa Dos är en ort i Mexiko.   Den ligger i kommunen Ocosingo och delstaten Chiapas, i den sydöstra delen av landet, 800 km öster om huvudstaden Mexico City. Santa Rosa Dos ligger 813 meter över havet och antalet invånare är 324.
Terrängen runt Santa Rosa Dos är varierad, och sluttar söderut. Runt Santa Rosa Dos är det glesbefolkat, med 16 invånare per kvadratkilometer. Närmaste större samhälle är Lacandón, 11,9 km nordost om Santa Rosa Dos. I omgivningarna runt Santa Rosa Dos växer i huvudsak städsegrön lövskog.